# Alte Schulstraße 4 (Cochstedt)

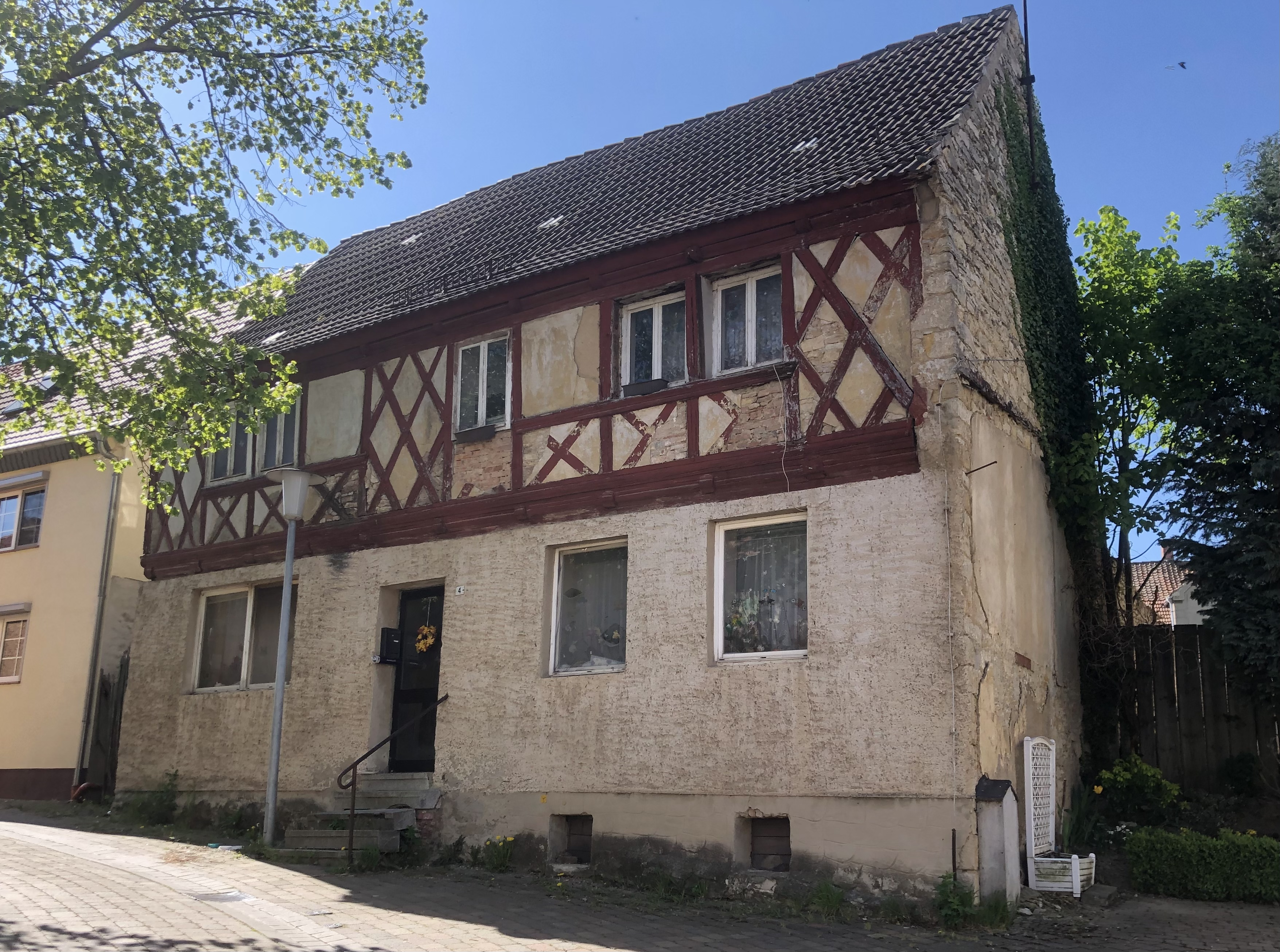
Haus Alte Schulstraße 4 im Jahr 2022

Das Gebäude Alte Schulstraße 4 ist ein denkmalgeschütztes Wohnhaus in Cochstedt in Sachsen-Anhalt.

## Lage
Das Gebäude befindet sich im Ortszentrum des zur Stadt Hecklingen gehörenden Ortsteils Cochstedt, auf der Südseite der Alten Schulstraße an der Einmündung der Alten Schulstraße auf die Marktstraße. In der Vergangenheit bestand die Adressierung Schulstraße 4.

## Architektur und Geschichte
Der zweigeschossige Bau stammt aus dem 18. Jahrhundert. Während das Erdgeschoss in massiver Bauweise entstand, wurde das obere Stockwerk als Fachwerkkonstruktion errichtet. Das barocke Fachwerk weist zierende Formen wie Bauerntänze und Andreaskreuze auf. Das Gebäude gilt als typisch für die Region.
Im örtlichen Denkmalverzeichnis ist das Wohnhaus unter der Erfassungsnummer 094 16501 als Baudenkmal eingetragen.